# Дубовомысское сельское поселение
Дубовомы́сское се́льское поселе́ние — муниципальное образование в Нанайском районе Хабаровского края Российской Федерации. Образовано в 2004 году. 
Административный центр — село Дубовый Мыс.

## Население
| 2010  | 2011  | 2012  | 2013  | 2014  | 2015  | 2016  |
| ----- | ----- | ----- | ----- | ----- | ----- | ----- |
| 1406  | ↘1405 | ↘1379 | ↘1370 | ↘1344 | ↘1260 | ↘1206 |
| 2017  | 2018  | 2019  | 2020  | 2021  |       |       |
| ↘1170 | ↘1165 | ↘1141 | ↗1142 | ↘840  |       |       |

## Населённые пункты
В состав поселения входят 2 населённых пункта:
| № | Населённый пункт | Тип  | Население |
| - | ---------------- | ---- | --------- |
| 1 | Гасси            | село | ↘21       |
| 2 | Дубовый Мыс      | село | ↘819      |